# أدريان بارت
أدريان بارت (بالفرنسية: Adrien Bart) هو راكب الكنو فرنسي، ولد في 4 سبتمبر 1991 في أورليان في فرنسا.

## وصلات خارجية
- أدريان بارت على موقع الاتحاد الدولي للكانو (الإنجليزية)
- أدريان بارت على موقع اللجنة الأولمبية الدولية (الإنجليزية)
- أدريان بارت على موقع أوليمبيديا (الإنجليزية)
- أدريان بارت على موقع اللجنة الأولمبية الفرنسية (مؤرشف) (الفرنسية)